# Lăpușnicel (gmina)
Gmina Lăpușnicel – gmina w okręgu Caraș-Severin w zachodniej Rumunii. Zamieszkuje ją 1081 osób. W skład gminy wchodzą miejscowości Lăpușnicel, Pârvova i Șumița. 